# Puig Rodó (les Planes d'Hostoles)
El Puig Rodó és una muntanya de 807 metres que es troba al municipi de les Planes d'Hostoles, a la comarca catalana de la Garrotxa.